# Lycaena minuta
Lycaena minuta är en fjärilsart som beskrevs av Grum-grshimailo 1890. Lycaena minuta ingår i släktet Lycaena och familjen juvelvingar. Inga underarter finns listade i Catalogue of Life.